# Oye como va
Oye como va è una canzone scritta e composta dal musicista mambo Tito Puente nel 1963, ma resa popolare dalla cover registrata dai Santana nel 1970 nell'album Abraxas, che riscosse notevole successo.

## Descrizione
La versione della canzone dei Santana è molto più ritmata e veloce, rispetto al ritmo lento e malinconico dell'originale di Tito Puente, e inoltre arricchita dall'inconfondibile stile rock latino di Carlos Santana. All'arrangiamento originale vennero aggiunti un assolo di chitarra elettrica, un giro di organo e una batteria rock, e vennero eliminate le sezioni di ottoni presenti nella versione di Puente.

## Successo commerciale
Oye como va contribuì fortemente a lanciare la carriera dei Santana, raggiungendo negli Stati Uniti la posizione numero 13 della classifica Billboard Hot 100.
Addirittura nel 2021 la Rolling Stone ha inserito la canzone nella sua lista dei 500 migliori brani musicali di sempre, precisamente nella posizione numero 479.
Tito Puente stesso apprezzò notevolmente la nuova versione della sua canzone, dichiarando:
«Tutti conoscono il grande Santana! Ha portato la musica di noi sudamericani, il rock latino, in giro per il mondo. Voglio ringraziarlo perché ha registrato una mia canzone e me ne ha dato credito. Quindi da quel giorno tutto quello che suoniamo è? "Santana music"!».

## Riconoscimenti
Nel 2001 la canzone dei Santana è stata inserita nella Latin Grammy Hall of Fame.

## Tracce
1. Oye como va – 2:59 (T. Puente)
2. Samba pa ti – 4:46 (C. Santana)

## Altre versioni
Il brano è stato in seguito inciso anche dalla grande cantante italiana Mina per il suo album Sorelle Lumière, del 1992.

## Nella cultura di massa
Nella settima serie del manga Le Bizzarre avventure di JoJo, intitolata Steel Ball Run, di Hirohiko Araki, l'antagonista minore Oyecomova (apparso tra i capitoli 21 e 23) deve il suo nome al titolo del brano.